# Robert C. Jones
Robert C. Jones (ur. 8 marca 1937 w Los Angeles, zm. 1 lutego 2021 tamże) – amerykański montażysta i scenarzysta filmowy.

## Życiorys
Syn montażysty Harmona Jonesa. Ojciec montażystki Leslie Jones. Karierę w branży filmowej zaczął w 1955 roku, początkowo jako asystent montażysty, m.in. przy filmie Długie, gorące lato (1958) Martina Ritta. W latach 1958–1960 służył w amerykańskim wojsku, dla którego montował filmy instruktażowe i dokumentalne. Od 1963 pracował już jako samodzielny montażysta filmowy, a jego debiutem był dramat Dziecko czeka (1963) Johna Cassavetesa.
W czasie swojej długiej kariery zmontował 35 filmów, wśród nich takie klasyczne tytuły, jak m.in. Love Story (1970), Ostatnie zadanie (1973), Szampon (1975), Niebiosa mogą zaczekać (1978) czy Senator Bulworth (1998). Należał do grona stałych współpracowników reżyserów Stanleya Kramera, Arthura Hillera, Hala Ashby'ego i Warrena Beatty'ego.
Trzykrotnie nominowany był do Oscara za najlepszy montaż do filmów: Ten szalony, szalony świat (1963), Zgadnij, kto przyjdzie na obiad (1967) i By nie pełzać na kolanach (1976). Oscara w końcu zdobył, ale w kategorii najlepszy scenariusz oryginalny za film Powrót do domu (1978) Hala Ashby'ego. Wkrótce po tym sukcesie powrócił jednak na stałe do montażu.
Po przejściu na emeryturę w 2001 roku poświęcił się pracy akademickiej, wykładając przez 15 lat w School of Cinematic Arts na Uniwersytecie Południowej Kalifornii, gdzie był jednym z najbardziej popularnych profesorów.

## Filmografia
| Rok  | Tytuł                                                                | Gatunek                    | Źródło |
| ---- | -------------------------------------------------------------------- | -------------------------- | ------ |
| 2021 | The 93rd Oscars                                                      | Serial                     | [ 5 ]  |
| 2018 | Hal                                                                  | Biografia                  | [ 5 ]  |
| 2017 | A Search for Truth: Robert C. Jones on Hal Ashby's 'The Last Detail' | Film                       | [ 5 ]  |
| 2015 | Drone                                                                | Film (dramat, thiller)     | [ 5 ]  |
| 2013 | Golden Gate Girls                                                    | Film (biografia, dokument) | [ 5 ]  |
| 2012 | Iris                                                                 | Film (dramat, Sci-Fi)      | [ 5 ]  |
| 2012 | The Giantess                                                         | Film (przygodowy)          | [ 5 ]  |
| 2011 | In Captivity                                                         | Film (komedia, akcja)      | [ 5 ]  |
| 2011 | Meet Derek                                                           | Film (horror)              | [ 5 ]  |
| 2011 | Sanctuary                                                            | Film (dramat)              | [ 5 ]  |
| 2011 | Surf Detroit                                                         | Film (dramat)              | [ 5 ]  |
| 2011 | A Love Story od Today                                                |                            | [ 5 ]  |
| 2008 | A Special Kind of Love                                               |                            | [ 5 ]  |
| 2002 | Bezwarunkowa miłość                                                  | Film (komedia, musical)    | [ 5 ]  |